# Oleksandr Muraschko

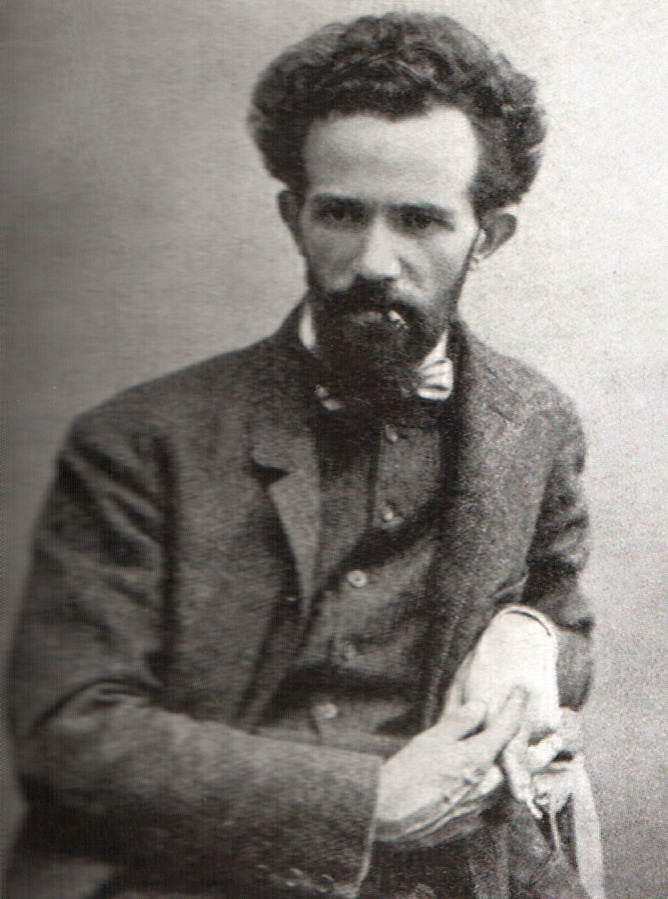
Oleksandr Muraschko, 1905

Oleksandr Oleksandrowytsch Muraschko (ukrainisch Олекса́ндр Олекса́ндрович Мура́шко; * 26. Augustjul. / 7. September 1875greg. in Kiew; † 14. Juni 1919 ebenda) war ein ukrainischer Maler und Pädagoge.

## Leben und Wirken

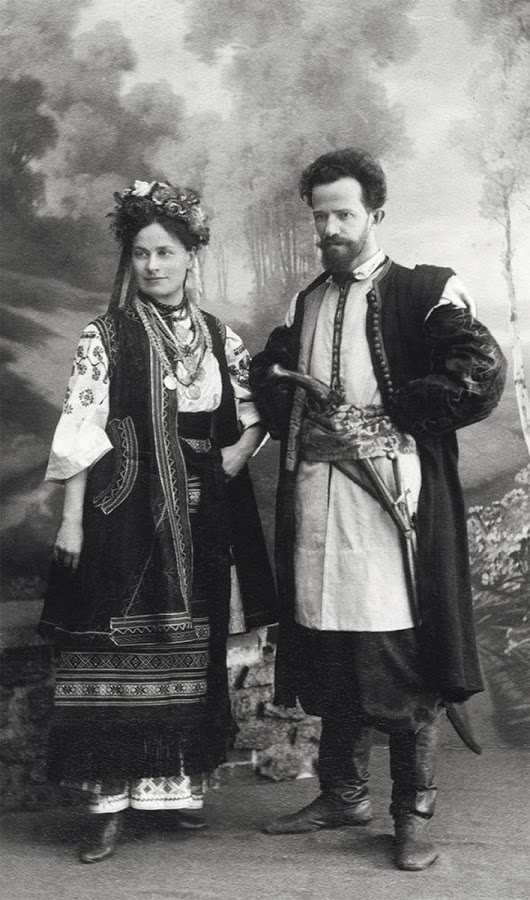
Marharyta und Oleksandr Muraschko, 1909

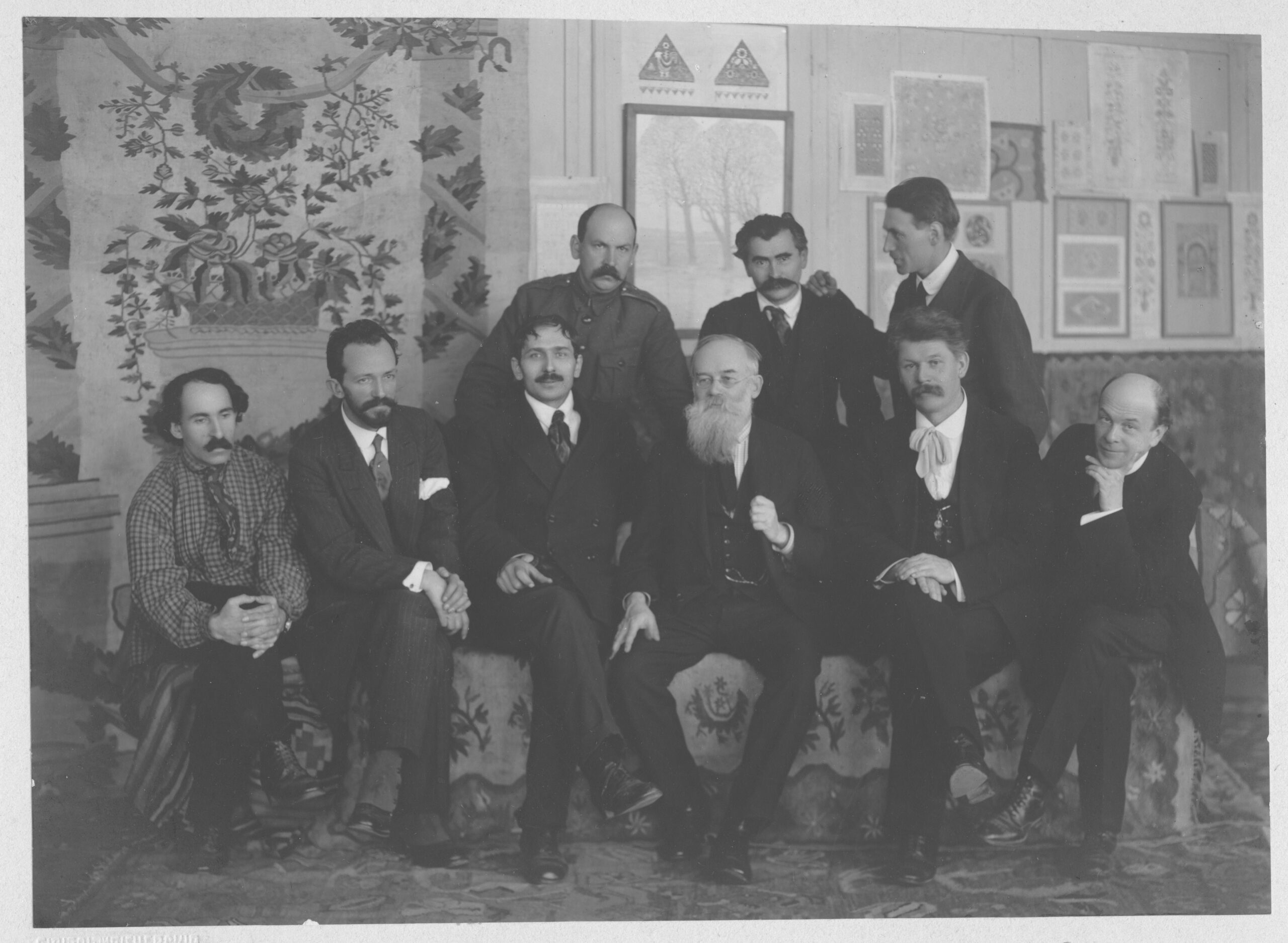
Gründer der Ukrainischen Staatlichen Akademie der Künste, 1917: Sitzend: Abram Manewytsch, Oleksandr Muraschko, Fedir Krytschewskyj, Mychajlo Hruschewskyj, Iwan Steschenko, Mykola Buratschek. Stehend: Heorhij Narbut, Wassyl Krytschewskyj, Mychajlo Bojtschuk.

Die Kindheit verbrachte er als unehelicher Sohn von Maria Kratschkowska im Städtchen Borsna im Gouvernement Tschernigow bei seiner Großmutter, einer einfachen Bäuerin. Als seine Mutter den Ikonenmaler Oleksandr Muraschko heiratete, kam er nach Tschernihiw, wo sein Stiefvater eine Malerwerkstatt betrieb. Am Ende der 1880er Jahre siedelte die Familie Muraschko nach Kiew um, wo Vater Muraschko einen lukrativen Auftrag in der dortigen Wladimirkathedrale erhielt. Wegen der Konflikte mit seinem Stiefvater verließ Oleksandr fünfzehnjährig das Elternhaus und lebte seitdem selbständig. Er bekam Unterstützung vom Bruder seines Stiefvaters, dem Inhaber einer Malschule, Mykola Muraschko (1844–1909).
Oleksandr studierte ab 1894 an der Russischen Kaiserlichen Kunstakademie in Sankt Petersburg u. a. bei Ilja Jefimowitsch Repin. 1901 bis 1903 besuchte Oleksandr Paris und München. Seitdem zeigte seine Malerei den Einfluss von Impressionismus und Art Nouveau.
1904 kam er erneut nach Sankt Petersburg. Sein Bild „Karussell“ (1906) erhielt eine Goldmedaille auf der Münchener Kunstausstellung und brachte ihm Einladungen nach Berlin, Wien, Paris, Amsterdam, München und Venedig. Ab 1907 war er wieder in Kiew ansässig.
1911/1912 nahm er an der Münchener „Secession“-Ausstellung teil.
1913 eröffnete er sein eigenes Atelier in Kiew.
1917 war er Mitbegründer der Kiewer Kunstakademie, 1918 wurde er Mitglied des Beirates des Nationalen Kommissariates für Bildung der Ukrainischen Volksrepublik.
Am 14. Juni 1919 wurde Muraschko während eines Spaziergangs mit seiner Frau von Unbekannten überfallen. Er wurde weggebracht, angeblich um Dokumente zu prüfen, und später wurde seine Leiche gefunden: ein Schuss in den Hinterkopf beendete sein Leben. Einige Kunsthistoriker ordnen Muraschko als erstes Opfer der ukrainischen hingerichteten Wiedergeburt ein. Er wurde auf dem Lukjaniwska-Friedhof bestattet.

## Werksauswahl

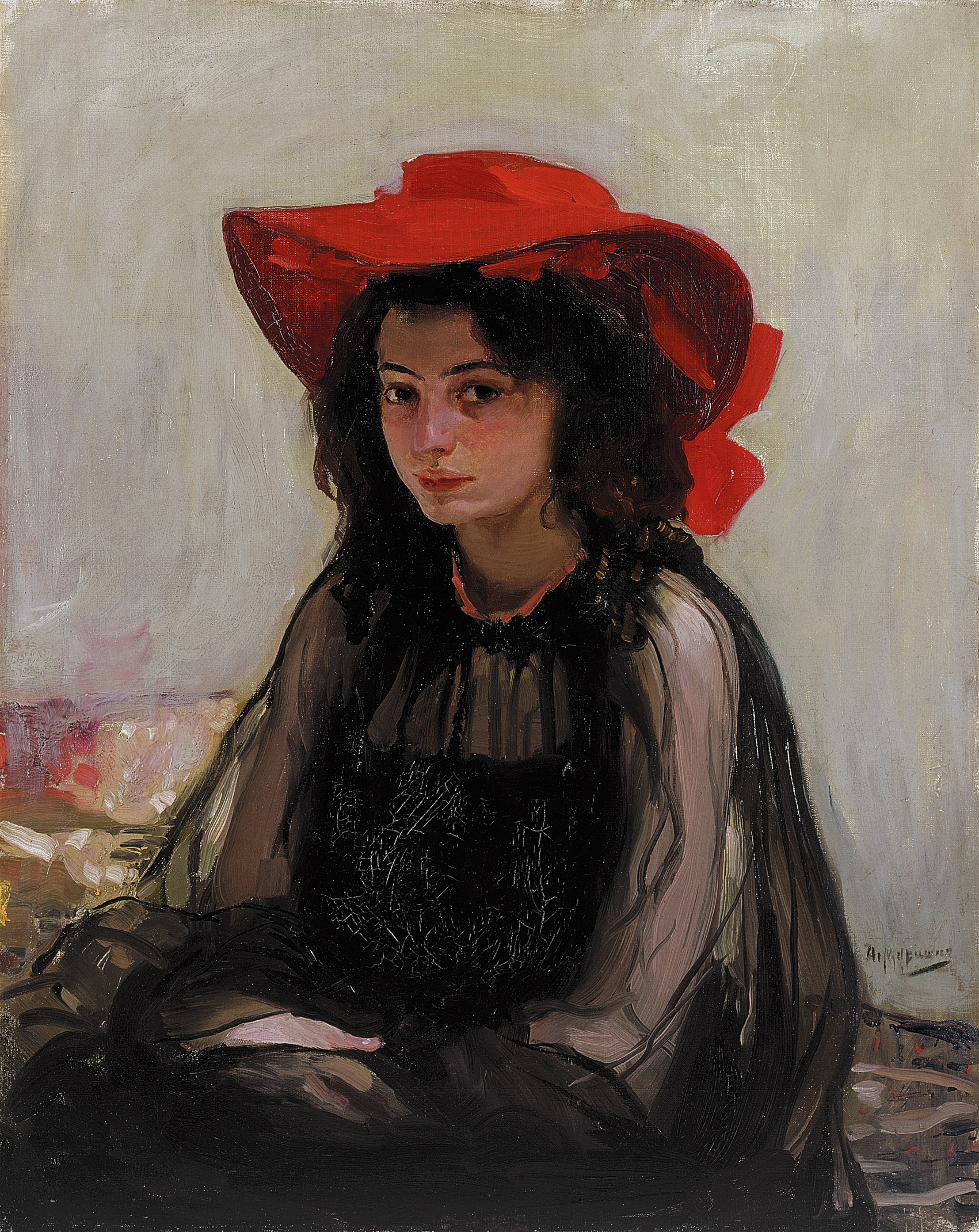
Mädchen mit rotem Hut, 1902 Nationales Kunstmuseum der Ukraine in Kyjiw
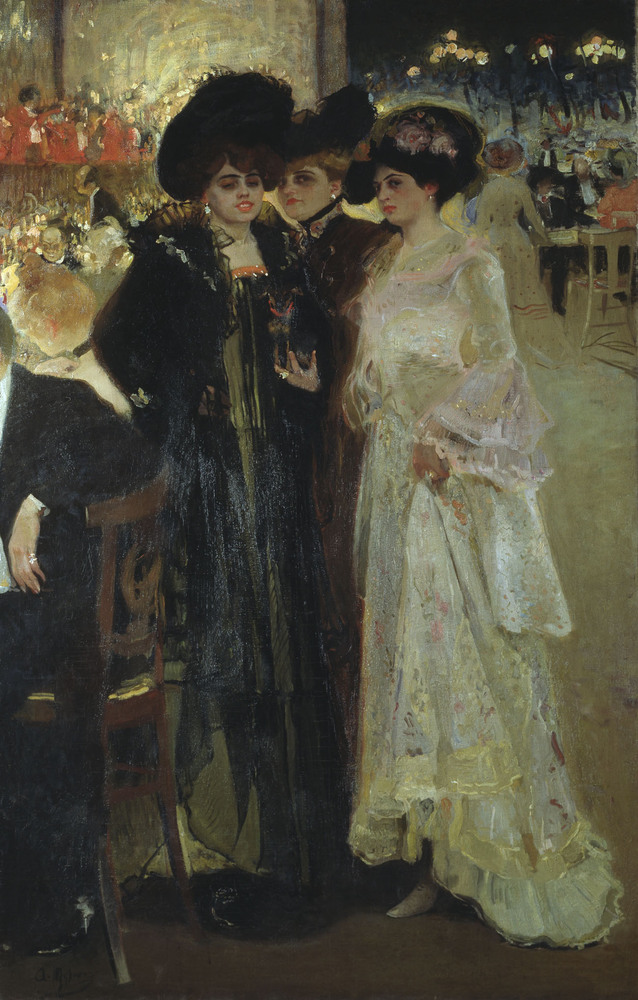
Mädchen mit rotem Hut, 1903 Kunstmuseum Charkiw
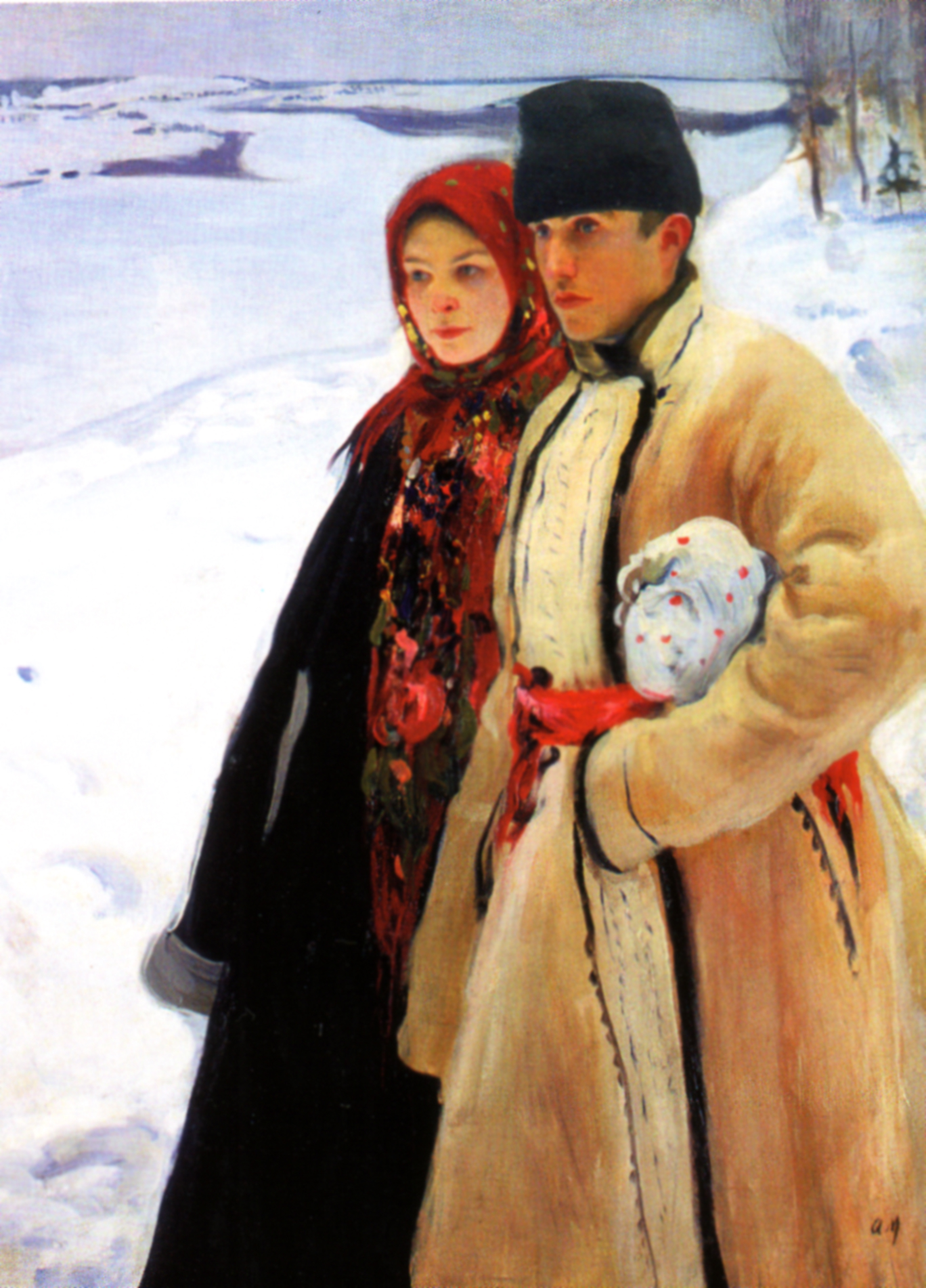
Winter, 1905 Nationales Kunstmuseum der Ukraine in Kyjiw
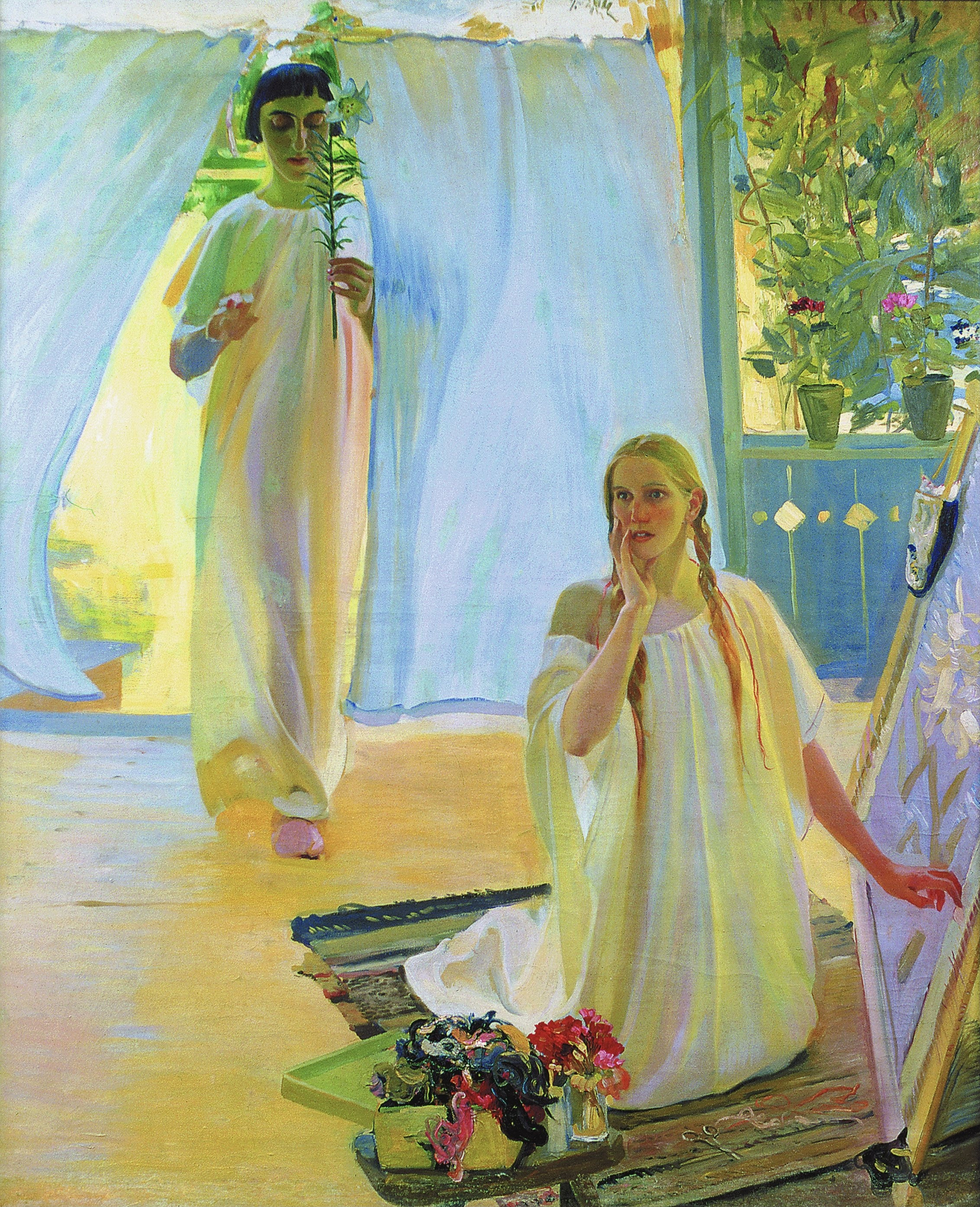
Verkündigung, 1907 Nationales Kunstmuseum der Ukraine in Kyjiw
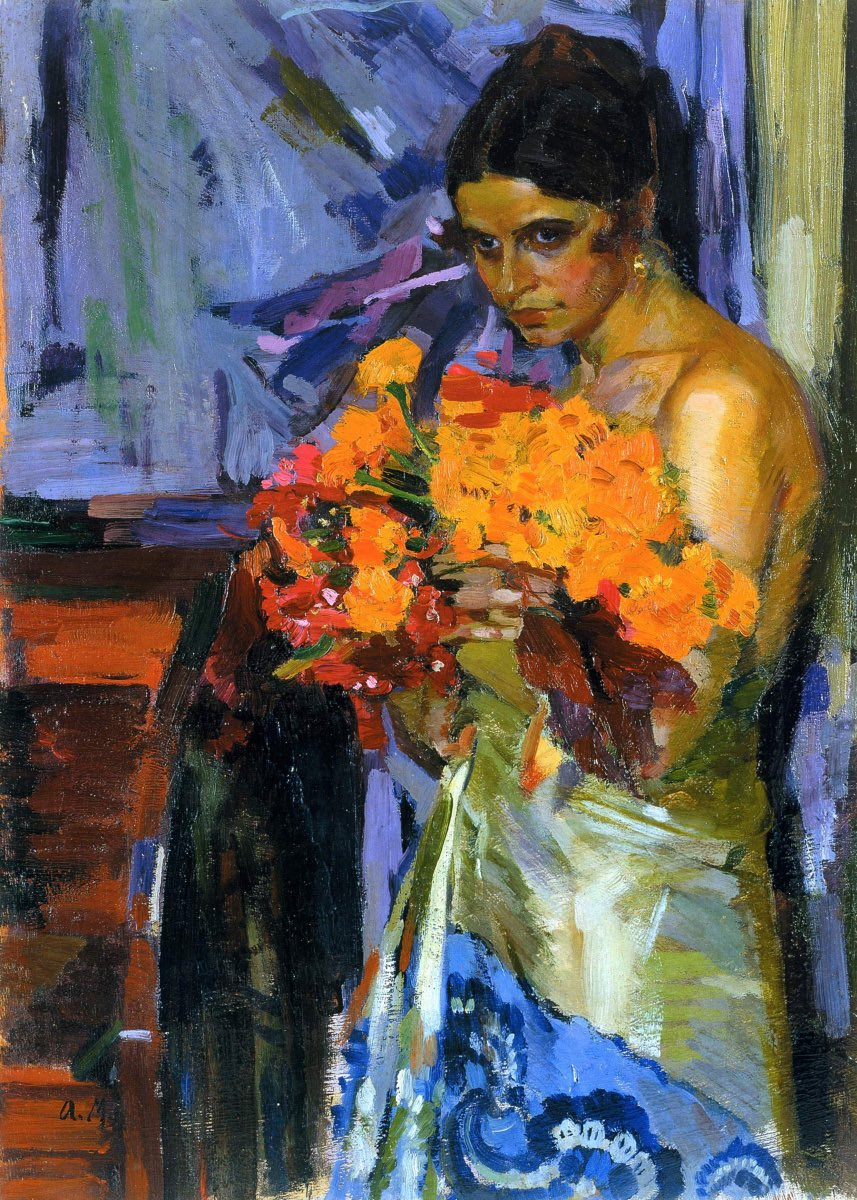
Frau mit Blumen, 1918 Nationales Kunstmuseum der Ukraine in Kyjiw
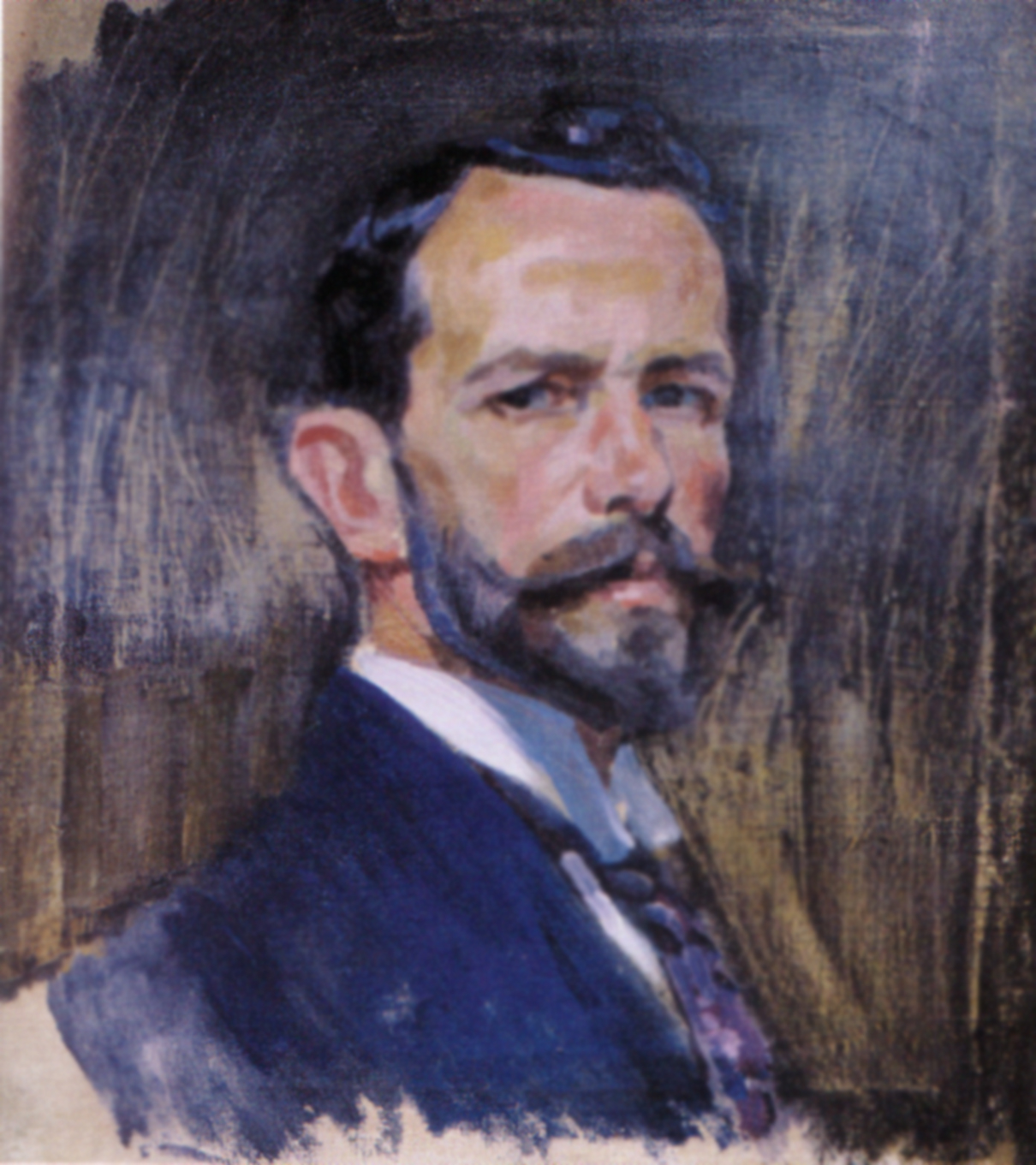
Selbstporträt, 1918